# (4543) Феникс
(4543) Феникс (лат. Phoinix, др.-греч. Φοῖνιξ) — типичный троянский астероид Юпитера, движущийся в точке Лагранжа L4, в 60° впереди планеты. Астероид был открыт 2 февраля 1989 года американским астрономом Кэролин Шумейкер в Паломарской обсерватории и назван в честь Феникса, одного из героев Троянской войны.

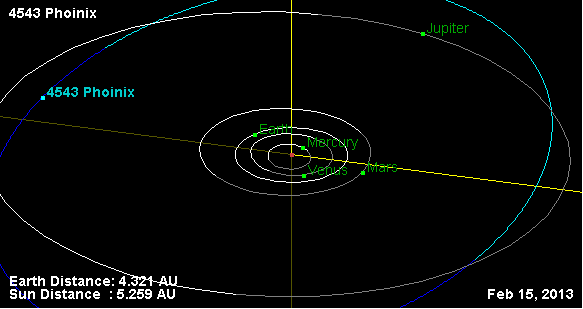
Орбита астероида Феникс и его положение в Солнечной системе

Фотометрические наблюдения, проведённые в 2009 году, позволили получить кривые блеска этого тела, из которых следовало, что период вращения астероида вокруг своей оси равняется 38,866 ± 0,012 часам.